# Ovidiu Olteanu
Ovidiu Olteanu (n. 6 august 1970, Brașov, România) este un fost alergător român.

## Carieră
S-a apucat de atletism după ce a văzut Doina Melinte și Maricica Puică la Jocurile Olimpice din 1984. El este multiplu campion național la probele de 1500 de metri și de 5000 de metri și deține recordul național la 3000 m în sală.
În anul 1994 a câștigat medalia de argint la Campionatul European în sală de la Paris. Printre performanțele notabile se numără și locul 9 la Campionatul Mondial sală din 1995, locul 4 la Campionatul European în sală din 1996 și locul 6 la Campionatul European în sală din 1998. În 1996 a participat la Jocurile Olimpice de la Atlanta, dar nu a reușit să se califice în finală.
Ovidiu Olteanu este căsătorit cu Denisa Costescu, fostă alergătoare de performanță. În 2003 s-au stabilit în Statele Unite ale Americii. În 2021 el a scris autobiografia Urmează-ți visul!.

## Realizări
| An   | Competiție                   | Locație                  | Loc | Eveniment | Note    |
| ---- | ---------------------------- | ------------------------ | --- | --------- | ------- |
| 1993 | Campionatul Mondial în sală  | Toronto, Canada          | 9   | 3000 m    | 7:53,17 |
| 1993 | Campionatul Mondial          | Stuttgart, Germania      | 33  | 1500 m    | 3:47,62 |
| 1993 | Campionatul Mondial          | Stuttgart, Germania      | –   | 5000 m    | NT      |
| 1994 | Campionatul European în sală | Paris, Franța            | 2   | 3000 m    | 7:52,37 |
| 1995 | Campionatul Mondial în sală  | Barcelona, Spania        | 9   | 3000 m    | 8:02,89 |
| 1995 | Campionatul Mondial          | Göteborg, Suedia         | 20  | 1500 m    | 3:43,20 |
| 1996 | Campionatul European în sală | Stockholm, Suedia        | 4   | 3000 m    | 7:50,94 |
| 1996 | Jocurile Olimpice            | Atlanta, Statele Unite   | 18  | 1500 m    | 3:38,33 |
| 1997 | Jocurile Francofoniei        | Antananarivo, Madagascar | 1   | 1500 m    | 3:45,37 |
| 1998 | Campionatul European în sală | Valencia, Spania         | 6   | 3000 m    | 7:56,09 |
| 2000 | Campionatul European în sală | Gent, Belgia             | 15  | 3000 m    | 8:04,67 |

## Recorduri personale
| Probă          | Performanță | Dată              | Locație   |
| -------------- | ----------- | ----------------- | --------- |
| 1500 m         | 3:38,33     | 29 iulie 1996     | Atlanta   |
| 5000 m         | 13:33,80    | 22 iulie 1994     | București |
| 1500 m în sală | 3:44,89     | 14 februarie 1996 | Moscova   |
| 3000 m în sală | 7:48,47 RN  | 6 februarie 1998  | Budapesta |